# Имморализм
Имморали́зм (лат. immoralismus: от лат. in- — не- и лат. moralis — нравственный) — целостная мировоззренческая позиция, заключающаяся в отрицании принципов и предписаний морали.

## В философии
В философии имморализм рассматривается как независимый критический по отношению к морали тип мышления и равноправная сторона культурного диалога. На разных этапах развития человеческого общества имморализм представлялся не только равноправным инвариантом — антитезой, но и мощной социальной силой, которая оказывала значительные влияния на исторический вектор.
Традиционно имморализм разделяется на два течения:
- Абсолютный имморализм — полное отрицание самого принципа морального регулирования — всех моральных ценностей вплоть до различия между добром и злом, необязательность следования нормам морали.
- Относительный имморализм — восприятие морали как свода правил, который должен отличаться в зависимости от времени, места, области деятельности[прим. 1], культурной среды, положения человека в обществе и тому подобное[4][5]; в частности может выражаться в переосмыслении «устаревших» моральных принципов.

Имморализм следует отличать от аморализма — отказа от соблюдения моральных принципов полностью или в определённых ситуациях, областях человеческой деятельности.
Имморализм в той или иной форме присутствует в самых ранних философских изысканиях начиная с античности, положительно коррелируя с такими течениями, как релятивизм, агностицизм, нигилизм и тому подобное.
К последователям «чистого» имморализма можно отнести софистов, скептиков, Макиавелли, Ницше, раннего Шестова и других.
К латентным или частичным сторонникам имморализма относят киников, стоиков, эпикурейцев, механицистов, детерминистов Нового Времени, марксистов и других.
Среди самобытной — отличной от мировой, российской традиции имморализма выделяют Константина Леонтьева, Льва Шестова, частично Василия Розанова, Вячеслава Иванова, Дмитрия Мережковского и других.
Для российской школы имморализма характерен выход за границы морали для поиска «истинного» метафизического бытия.
Наиболее ярко это отражает призыв абсолютного имморалиста Шестова искать то, что глубже морали, — искать Бога.